# Acquarello (album)
Acquarello è un album del chitarrista e cantante brasiliano Toquinho, pubblicato dall'etichetta discografica Maracana/CGD nel 1983.
L'album è prodotto da Maurizio Fabrizio. L'interprete partecipa alla stesura della maggior parte dei brani, che portano anche la firma di autori quali Vinícius de Moraes (che era nel frattempo deceduto), Guido Morra e il già citato Maurizio Fabrizio.

## Tracce

### Lato A
1. Acquarello (musica: V. De Moraes / M. Fabrizio / A. Pecci Filho. Testo: G. Morra. Editori: BMG Ariola / Parking / Sugarmusic / Universal)
2. Planta baixa (musica: A. Pecci Filho. Testo: V. De Moraes. Editori: Tonga / Universal)
3. Signorina (musica: M. Fabrizio / A. Pecci Filho. Testo: G. Morra. Editori: Luci Di Scena / Parking / Sugarmusic)
4. Con te amico (musica: M. Fabrizio / A. Pecci Filho. Testo: G. Morra. Editori: Luci Di Scena / Parking / Sugarmusic)
5. O bem amado (musica: A. Pecci Filho. Testo: V. De Moraes. Editori: Tonga / Universal)

### Lato B
1. Escravo da alegria (musica: A. Pecci Filho. Testo: M. Lupicino / Mutinho. Editori: Sergio Iodice / Tonga / Universal)
2. La vita è un'altra cosa (musica: M. Fabrizio / A. Pecci Filho. Testo: G. Morra. Editori: Luci Di Scena / Parking / Sugarmusic)
3. Tua imagem (musica: A. Pecci Filho. Testo: A. Pecci Filho / S. Maserani. Editori: Arlequim / AF47 Music)
4. Verrà il giorno (musica: M. Fabrizio / A. Pecci Filho. Testo: G. Morra. Editori: Luci Di Scena / Parking / Sugarmusic)
5. Boca da noite (musica: A. Pecci Filho / P. Vanzolini. Editori: Musibras / AF47 Music)